# Zygiella keyserlingi
Zygiella keyserlingi är en spindelart som först beskrevs av Anton Ausserer 1871.  Zygiella keyserlingi ingår i släktet Zygiella och familjen hjulspindlar. Inga underarter finns listade i Catalogue of Life.